# Filip Rogić
Filip Roberto Rogić (Eskilstuna, 14 giugno 1993) è un calciatore svedese, centrocampista del Nordic United.

## Carriera
La sua carriera è iniziata ad Eskilstuna, città svedese in cui Rogić è nato da una famiglia emigrata dai Balcani per sfuggire alla guerra d'indipendenza croata.
Dal 2010 al 2012 ha militato nell'Eskilstuna City, disputando due campionati nella quarta serie nazionale e uno, l'ultimo, nella terza.
Dopo aver suscitato l'interesse di alcune squadre di categorie superiori, si è accordato con l'Östersund, squadra neopromossa in Superettan, con cui ha avuto modo di giocare le sue prime 9 partite nel campionato cadetto durante l'annata 2013.
L'anno successivo è stato girato in prestito in Division 1 all'ambizioso AFC United, al fine di trovare maggiore spazio. A fine stagione la squadra ha conquistato la promozione in Superettan della propria storia, e ha deciso di tesserare Rogić a titolo definitivo. Il campionato di Superettan 2016 si è concluso con un'ulteriore promozione dell'AFC United, la seconda nel giro di tre anni, in una stagione in cui lo stesso Rogić ha anche indossato la fascia di capitano nonostante i 23 anni di età.
Tuttavia, Rogić ha giocato il suo primo campionato di Allsvenskan non con la maglia dell'AFC, bensì con quella dell'Örebro, avendo firmato un contratto triennale valido dal gennaio 2017. Nel corso dell'Allsvenskan 2017 ha realizzato 6 gol in 25 partite, nell'edizione 2018 ne ha segnati 7 in 28 partite, mentre aveva iniziato la stagione 2019 con 8 reti in 20 partite prima che venisse ceduto a campionato in corso.
Il 2 settembre 2019, infatti, Rogić si è trasferito dall'Örebro ai russi dell'Orenburg in cambio di una cifra che stando a fonti giornalistiche ammonterebbe intorno ai 2 milioni di corone svedesi, poco meno di 200.000 euro, considerando anche che il giocatore era in scadenza di contratto. Nonostante il contratto fosse fino all'estate del 2022, Rogić e il club russo si sono separati consensualmente nel giugno del 2020.
Un paio di mesi dopo, nell'agosto del 2020, Rogić è tornato a giocare in Svezia avendo firmato un contratto fino al 31 dicembre 2022 con l'AIK, squadra che lo ha ingaggiato per far fronte a una classifica deludente in virtù dei soli 14 punti accumulati nelle prime 16 giornate di campionato prima del suo arrivo. In quella restante parte di stagione ha giocato 11 partite di cui 10 da titolare, mentre nell'Allsvenskan 2021 le sue presenze sono state 8 da titolare e 8 da subentrante, complici anche un'operazione chirurgica e problemi di carattere personale che hanno talvolta limitato il suo utilizzo nel corso della stagione.
Il 17 febbraio 2022, prima dell'inizio della stagione, è stata ufficializzata la sua cessione dall'AIK ad un altro club del campionato di Allsvenskan quale il Sirius, in cui è rimasto per una stagione.
Dopo aver rescisso anticipatamente il proprio contratto con i nerazzurri, infatti, nel gennaio 2023 è stato ingaggiato dai thailandesi del Buriram United. Nel luglio dello stesso anno si è unito ai finlandesi dell'HJK, con cui ha collezionato sette presenze in campionato che lo hanno reso di fatto campione di Finlandia insieme al resto della rosa. A marzo del 2024 ha firmato con il club serbo dell'IMT Belgrado militante in Superliga, ma dopo due sole partite è tornato in Svezia per giocare nella terza serie nazionale con la maglia del Nordic United.

## Palmarès

### Club

#### Competizioni nazionali
- Campionato finlandese: 1

HJK: 2023
- Liigacup: 1

HJK: 2023